# بريان جوردن
بريان جوردن (بالإنجليزية: Bryan Jordan)‏ (13 سبتمبر 1985 باسادينا الولايات المتحدة - ) هو لاعب كرة قدم أمريكي يلعب كلاعب وسط.

## وصلات خارجية
بريان جوردن على موقع الدوري الأمريكي (الإنجليزية)
- بريان جوردن على موقع قاعدة بيانات كرة القدم.إي يو (الإنجليزية)